# Liste der Monuments historiques in Jaillon
Die Liste der Monuments historiques in Jaillon führt die Monuments historiques in der französischen Gemeinde Jaillon auf.

## Liste der Objekte
| Bezeichnung | Beschreibung                                                                             | Standort                       | Kennzeichnung | Schutzstatus | Datum | Bild |
| ----------- | ---------------------------------------------------------------------------------------- | ------------------------------ | ------------- | ------------ | ----- | ---- |
| Hauptaltar  | Altartisch, Retabel, Tabernakel, Exposition und Skulpturen; Stein, Gips, bezeichnet 1872 | in der Kirche St-Gorgon (Lage) | PM54000306    | Classé       | 1980  |      |